# 피아노 소나타 1번 (베토벤)
《피아노 소나타 1번 바단조, 작품 번호 2-1》는 루트비히 판 베토벤에 의해 쓰인 작품이다. 1795년에 쓰이고, 요제프 하이든에게 헌정되었다. 이 작품은 베토벤이 작곡한 첫 번째의 피아노 소나타는 아니다. 소년 시절이었던 열 세살 무렵에 《세 개의 초기 선제후 소나타, WoO 47》를 이미 작곡한 바 있다.

## 개요
1792년 11월에 베토벤이 고향인 본을 떠나 음악의 도시 빈으로 간 것은 프란츠 요제프 하이든을 사사하기 위해서였다. 그러나 하이든이 베토벤의 기대에 부응하지 못했고, 요한 바티스트 솅크가 하이든의 잘못을 다수 지적했기에 야심찬 젊은 작곡가의 불만은 커졌다. 이윽고 그는 하이든에게서는 아무것도 배울 게 없었다는 말까지 하기에 이른다. 이후 하이든 문하를 뛰쳐나가 요한 게오르크 알브레히츠베르거와 안토니오 살리에리 등에게 사사한 그이지만, 1795년에 하이든이 영국으로의 연주여행에서 귀국하자, 같은 해 완성된 세 개의 피아노 소나타를 옛 스승에게 헌정했다. 세 개의 작품의 초판은 작품 번호 2로 묶여져, 다음해인 1796년 3월에 빈의 아르티라이를 통해 간행되었다.
여러 가지 성격이 다른 악곡을 동시에 만들어 나가는 스타일은 이전 시대의 작곡가들에게서 별로 볼 수 없었던 베토벤 창작상의 특징으로, 작품 번호 2의 세 개의 작품은 삼자삼색의 개성으로 채색되어 이미 작곡자다움이 전면에 나타나 있다. 1번 소나타는 작품 번호 2 가운데에서도 극적, 비극적으로 묘사되어 후년의 작풍을 예감케 하는 내용을 담고 있다. 조표로서 네 개의 임시표가 늘어서는 바단조라는 조성은 아마추어 음악가에게 있어서 악보를 읽기가 어려운 점도 있어, 당시의 건반 악기 작품에서는 경원받기 쉬웠다. 그러한 가운데에 단조를 채용한 첫 소나타에서는 자작의 곡을 연주하는 피아니스트로서 청중에게 강한 인상을 남긴다는 베토벤의 야심을 엿볼 수 있다. 더불어 피아노를 관현악적으로 다루는 경향도 이미 나타나고 있다.
베토벤의 피아노 소나타에는 선제후 소나타 등 본 시대의 습작도 포함되고 있지만, 본 작품의 숙달도에는 크게 못 미친다. 예술가 베토벤의 피아노 소나타는 이 작품으로 시작하여, 이후 만년에 이르기까지 서른 두 개의 작품에 걸쳐 이어져 가게 된다. 음악 사상 빼놓을 수 없는 이들 작품군은 피아노 음악의 신약성서로 칭송되며, 그 행보는 베토벤 작곡 양식의 변천을 담아낼 뿐만 아니라 피아노 음악 발전의 계보, 그 자체라 할 수 있다.

## 악장 구성
작품은 4악장 형식을 따르고 있다:
1. Allegro
2. Adagio
3. Menuetto. Allegretto – Trio
4. Prestissimo

총 연주 소요 시간은 18분 정도이다.

### 제1악장. 알레그로
2/2박자, 바단조, 소나타 형식.
간결하면서도 교묘하게 구축되어 높은 구성력을 이미 보여주고 있는 악장으로, 아르페지오가 뛰어오르는 제1주제로 시작한다(악보1). 모차르트의 《교향곡 25번》 제1악장이나 《교향곡 40번》 제4악장과 종종 비교되는 이 주제는 만하임 악파의 영향을 짙게 담고 있다.
악보1
소규모의 추이를 두고, 내림가장조에서 악보2의 제2주제를 내놓는다. 악보2의 선율동향은 하행적인 동시에 레가토이기 때문에, 스타카토로 상행하는 제1주제와 대비된다.
악보2
제2주제는 상승함과 동시에 날카로운 강약 대비를 구사하면서 절정을 이루고, "콘 에스프레씨오네"("감정을 갖고"}라고 지시된 코데타로 이어져, 제시부를 마무리 한다. 제시부의 반복을 마치면, 전개부는 제1주제로 시작하고, 이후 제2주제에 의한 전개부가 이어진다. 당시로서는, 상당히 내용이 충실한 전개부라고 할 수 있다. 끝에서는 제1주제의 셋잇단음표의 동기가 사용되고 있다. 재현부는 곡의 첫머리와 달리 악보1이 포르테로 연주되어 시작하고, 정법에 따라 두 번째 주제도 다단조로 이어진다. 그대로 결미에 이르고, 끝은 짧지만 극적인 코다에 의해 힘차게 맺어진다.

### 제2악장. 아다지오
3/4 박자, 바장조, 전개부가 없는 소나타 형식.
잔잔한 제1주제는 1785년에 작곡된 《피아노 사중주, WoO 36-3》의 제2악장으로부터의 전용이다(악보3).
악보3
라단조의 추이부를 거쳐, 큰 흐름을 가진 제2주제가 다장조로 읊어진다(악보4).
악보4
제시부 코데타가 5마디 연주된 후, 그대로 재현부로 연결된다. 재현부에서 각 주제는 화려하게 변주되고 있어, 우아한 정감을 유지한 채로 극히 조용히 닫혀진다.

### 제3악장. 미뉴에토. 알레그레토-트리오
3/4 박자, 바단조-바장조.
미뉴에트로 명시되어 있어, 형식도 미뉴에트의 모습을 따르고 있지만, 악상은 스케르초 같은 분위기를 풍긴다. 4성체 서법을 이용해 수수께끼 같은 주제가 제시된다(악보5).
악보5
전반을 반복하면, 미뉴에트의 후반은 악보5부터 이끌어지는 악상에 따라 유니즌의 강주에 이어 주제가 저음으로 나타난다. 약한 소리의 결미구가 놓여져 있어, 미뉴에트의 후반도 반복을 받는다. 미뉴에트와 마찬가지로 2부로 구성된 트리오는 바장조가 되고, 레가토의 8분음표로 이루어진 악보6이 대위법적인 성부의 교섭 속에서 읊어진다.
악보6
같은 주제는 후반부에서도 다루어지고, 트리오도 전후반이 각각 반복되면 미뉴에트 다 카포가 된다.

### 제4악장. 프레스티시모( 베토벤 소나타의 2개의 프레스티시모 악장중 하나.)
2/2 박자, 바단조, 소나타 형식.
셋잇단음표의 반주 위에 강렬하게 나오는 제1주제로 시작된다(악보7). 매우 강한 인상을 주는 악상이며, 프란츠 슈베르트의 피아노 소나타 11번 등도 이 악장의 영향을 받은 것으로 여겨진다.
악보7
악보7에 의한 경과가 놓여져, 다단조의 제2주제가 나타난다(악보8).
악보8
셋잇단음표가 끊김없이 이어지고 있으며, 코데타에서는 새로운 주제를 유도한다(악보9). 이 서정적인 선율과 1악장 1주제 사이에는 관련이 인정된다.
악보9
마지막으로 첫 번째 주제가 모습을 비추며 제시부를 마무리 하고 반복에 들어간다. 전개부에서는 내림가장조로 돌아서면, 10마디 단위로 이루어진 악보10의 새로운 주제를 읊는다.
악보10
이후 악보7이 전개되고, 셋잇단음표가 다시 흐르기 시작하면, 포르테에서 제1주제가 등장하여 재현부로 이행한다. 재현부는 형식대로 악보8, 악보9를 차례로 재현해 나가고, 코다에서는 셋잇단음표의 아르페지오가 절정을 이루면, 그대로 무너져 돌연스러운 최후를 맞는다.